# Cryptocephalus bispinus
Cryptocephalus bispinus är en skalbaggsart som beskrevs av Christian Wilhelm Ludwig Eduard Suffrian 1858. Cryptocephalus bispinus ingår i släktet Cryptocephalus och familjen bladbaggar. Inga underarter finns listade i Catalogue of Life.